# Libèria
Libèria és un estat de l'Àfrica occidental banyat per l'Atlàntic al sud i al sud-oest, i que fa frontera amb Sierra Leone al nord-oest, Guinea al nord i Costa d'Ivori a l'est. Fou fundat per antics esclaus dels EUA tot i que majoritàriament està habitat per africans indígenes.
Recentment ha patit dues guerres civils (1989-1996 i 1999-2003) que n'han desplaçat milers de ciutadans i n'han destruït l'economia, que depèn de les exportacions de minerals, bàsicament del ferro o dels diamants. Actualment hi ha més d'un 85% d'atur. Els seus principals socis comercials són països europeus.
El seu clima és tropical. Té una gran barreja ètnica i religiosa, amb predomini de diverses formes de cristianisme i creences locals. L'idioma oficial, l'anglès, és conegut només per una tercera part de la població, la resta parla una vintena d'idiomes diferents.
Libèria havia format part, fins al 2007, de la llista de paradisos fiscals no cooperatius de l'Organització per a la Cooperació i el Desenvolupament Econòmic (OCDE).

## Història

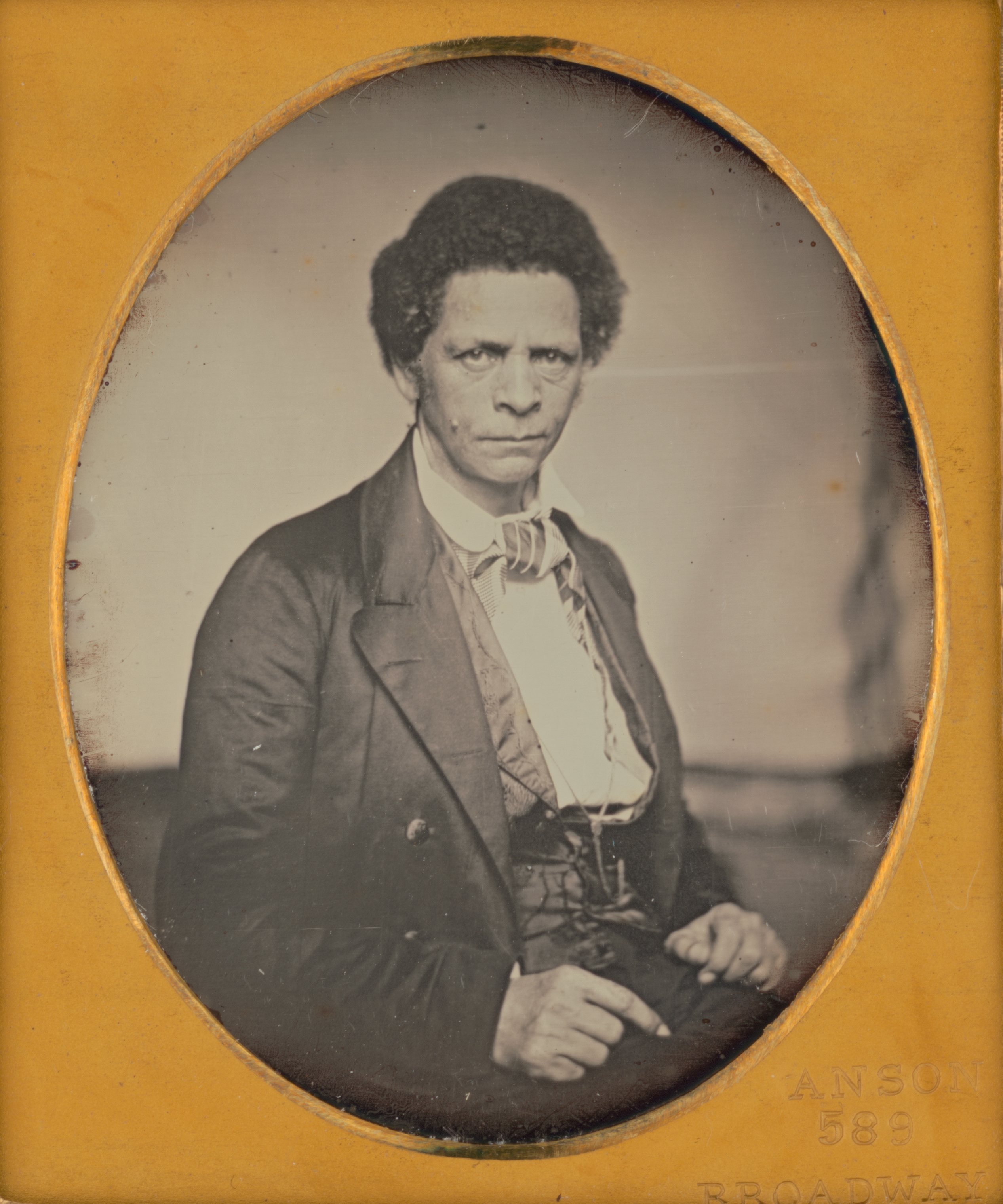
Joseph Jenkins Roberts, primer president de Libèria.

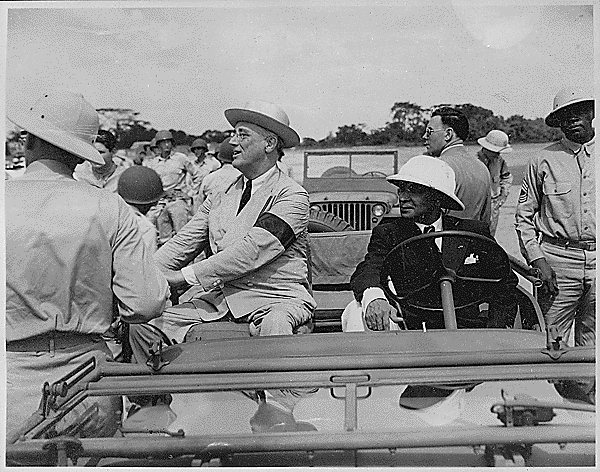
El president de Libèria Edwin Barclay (dreta) i el dels Estats Units Franklin D. Roosevelt durant la Segona Guerra Mundial, 1943.

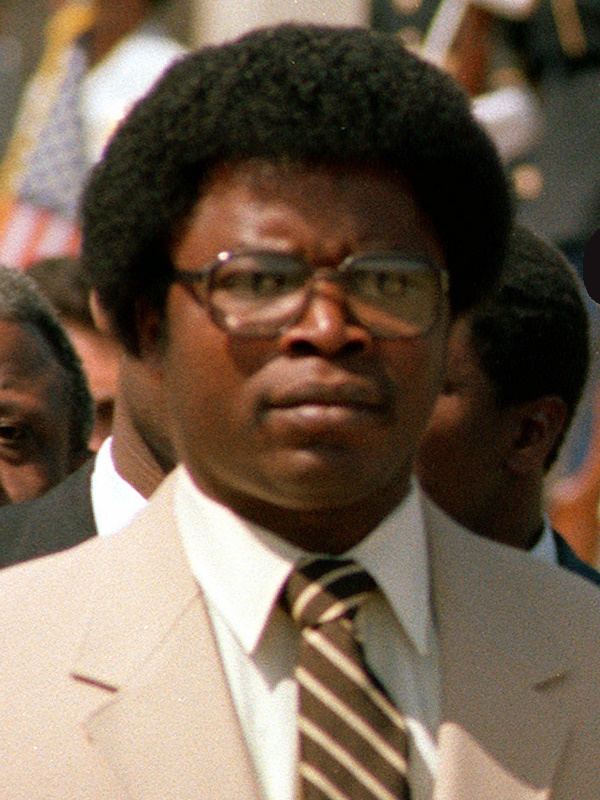
Samuel Doe.

### Colons dels Estats Units
La regió de l'actual Libèria tenia ja població quan hi van arribar els portuguesos, que van batejar la regió de l'actual Monròvia com a Cabo Mesurado el 1560, i tota la resta del territori com a "Costa del Pebre" (en portuguès, Costa da Pimenta).
El 1822 la Societat Americana de Colonització va triar Libèria com a lloc on enviar els exesclaus americans alliberats. Els exesclaus van emigrar gradualment a la colònia, formant un grup del qual descendeix l'elit de Libèria, els americoliberians.
El 26 de juliol de 1847 els colons americans van declarar la independència de Libèria i van fundar-ne la república. Els colons consideraven Àfrica com la seva "terra promesa", però no es van integrar en la societat africana. Un cop a l'Àfrica es feien dir "americans" i demanaven que se'ls reconegués així per les autoritats colonials africanes i britàniques de la veïna Sierra Leone. Els símbols del seu estat -bandera, lema i escut d'armes— i la forma de govern que van escollir, en reflecteixen el rerefons nord-americà i l'experiència de la diàspora. La Universitat Lincoln, fundada pels Estats Units el 1854, va exercir un important paper en formar els caps de la nova nació. El primer grup de llicenciats a la Universitat Lincoln, James R. Amos, son germà Thomas H. Amos i Armistead Miller es van embarcar cap a Libèria amb el vaixell Mary C. Stevens l'abril de 1859.
La pràctica religiosa, de costums socials i d'estàndards culturals dels colons americans tenien les arrels al sud nord-americà anterior a la guerra civil. Aquestes idees van influir sobre l'actitud dels colons cap als pobles nadius africans. La nova nació, tal com la percebien, implicaria la coexistència dels colons i dels africans, que hi serien assimilats. El resultat en va ser la desconfiança i l'hostilitat entre les dues comunitats, l'"americana", establerta a la costa, i la "nadiua", de l'interior.
Històricament, Libèria va tenir sempre el suport i la cooperació no oficial dels Estats Units i juntament amb l'Imperi d'Etiòpia va ser la única nació que va romandre independent en la Cursa per l'Àfrica. El govern del país, que va tenir com a model el nord-americà, era democràtic en l'estructura, encara que no sempre en la substància. Després del 1877, el partit True Whig Party monopolitza el poder i el president del país és membre d'aquest partit.
Dos esdeveniments van tenir un paper important per alterar l'aïllament que Libèria s'havia imposat. El primer va ser la concessió el 1926 d'una gran plantació de cautxú a l'empresa Firestone, fet que va suposar un gran pas vers la submissió econòmica de Libèria. El segon va ocórrer durant la Segona Guerra Mundial, quan els Estats Units van començar a proporcionar l'assistència tècnica i econòmica que permetria a Libèria de progressar econòmicament i a introduir-hi canvis socials.

### Cop d'estat de 1980
En la mitjanit del 12 d'abril de 1980 diversos agents Krahn liderats pel sergent major Samuel Kanyon Doe van fer un cop d'estat en el qual van matar William R. Tolbert, Jr., que havia estat president durant nou anys. Sota la denominació de Concili de Redempció del Poble, Doe i els seus aliats van aconseguir el control del govern i van acabar amb la primera república liberiana. Doe va ser el primer cap d'estat de Libèria que no provenia de l'elit americoliberiana.
A principis de la dècada de 1980 els Estats Units van proporcionar a Libèria més de 500 milions de dòlars per expulsar la Unió Soviètica del país i per assegurar als Estats Units els drets exclusius d'ús dels ports i terra liberians (incloent-hi el permís a la CIA per emprar el territori liberià per espiar Líbia).
Doe va governar de forma autoritària, va expulsar els periòdics i va proscriure diversos partits de l'oposició. La seva tàctica era etiquetar aquests partits enemics de "socialistes" i d'aquesta forma declarar-los il·legals d'acord amb la constitució liberiana, alhora que permetia a partits menors menys populars seguir existint com a oposició inofensiva. No obstant això, el suport popular es concentrà en un d'aquests partits menors, la qual cosa al seu torn va fer que els etiquetessin també com a socialistes.

### Eleccions de 1985
A l'octubre de 1985 Libèria va celebrar les seves primeres eleccions posteriors al cop d'estat, amb la intenció clara de legitimar el règim de Doe. Gairebé tots els observadors internacionals van estar d'acord que el Partit d'Acció de Libèria (LAP), liderat per Jackson Doe (sense relació amb el Doe al govern) havia guanyat les eleccions amb un ample marge. No obstant això, després d'una setmana de recompte dels vots, Doe els va acomiadar i els va reemplaçar amb el seu Comitè Especial d'Elecció (SECOM), que va anunciar que el partit de Doe en el poder, el Partit Democràtic Nacional de Libèria, havia guanyat amb un 50,9% dels vots. En represàlia, el 12 de novembre es va produir un contraatac liderat per Thomas Quiwonkpa, els soldats del qual van ocupar breument la Mansió Executiva i l'estació de la ràdio nacional, amb amplis suports en tot el país. Tres dies més tard el cop de Quiwonkpa va fracassar. Després d'aquest cop d'estat fallit la repressió del govern es va intensificar i les tropes de Doe van matar més de 2.000 civils i van empresonar més de 100 polítics de l'oposició, incloent-hi Jackson Doe, Ellen Johnson-Sirleaf i el periodista de la BBC Isaac Bantu.

### Guerres civils de 1989 i 1999
A la fi de 1989 va començar la Primera Guerra Civil Liberiana i al setembre de 1990 Doe va ser deposat i assassinat per les forces de la facció liderada per Yormie Johnson i membres de la tribu Gio. Com a condició per acabar amb el conflicte, el president provisional Amos Sawyer va dimitir el 1994 i va deixar el poder al Consell d'Estat.
Charles Taylor va ser elegit president en les eleccions de 1997, després de liderar una sagnant insurrecció que comptava amb el suport del president libi, Muammar al-Gaddafi. El règim de Taylor es va marcar com a objectiu acabar amb els líders de l'oposició. El 1998 el govern va intentar assassinar l'activista pels drets dels nens Kimmie Weeks, per un informe que va publicar sobre l'entrenament militar de nens. El govern de Taylor, autocràtic i disfuncional, va conduir el país a una segona guerra civil el 1999. S'estima que més de 200.000 persones van morir en les dues guerres civils. El conflicte es va intensificar a mitjan 2003 i la lluita es va desplaçar fins a Monròvia. A mesura que el poder del govern disminuïa, i amb l'increment de la pressió internacional perquè dimitís, el president Charles Taylor va acceptar l'oferta d'asil de Nigèria, dient “Si Déu vol, tornaré”.

### Govern de transició
Després de l'exili de Taylor, Gyude Bryant va ser nomenat President del Govern de Transició a la fi del 2003. La primera tasca del Govern de Transició va ser preparar-se per a unes eleccions justes. Amb les tropes de l'ONU i l'ECOMOG vetlant per la pau, Libèria va celebrar unes eleccions pacífiques a la tardor del 2005. Vint-i-tres candidats s'hi van presentar i s'esperava que George Weah, futbolista de fama internacional, ambaixador de l'UNICEF i membre del grup ètnic Kru dominés el vot popular. Cap candidat va aconseguir la majoria necessària per governar, així que es va celebrar una segona ronda entre els dos més votats, Weah i Ellen Johnson-Sirleaf. El 8 de novembre de 2005 es va declarar que Johnson-Sirleaf, una economista de Harvard, havia guanyat els comicis. Tant les eleccions generals com la segona volta es van celebrar en pau i en ordre, amb milers de liberians esperant pacientment per votar. Fins al dia d'avui se sospita que les eleccions van ser fraudulentes, malgrat els grans esforços fets pel país.

### Presidència de Johnson-Sirleaf
Filla del primer indígena liberià electe en una legislatura nacional, Jahmale Carney Johnson, Ellen Johnson-Sirleaf va néixer a la Libèria rural. Àmpliament aclamada per ser la primera dona cap d'estat electa d'Àfrica, la victòria de Johnson-Sirleaf va concentrar l'atenció internacional a Libèria. Antiga empleada del Citibank i del Banc Mundial, tracta d'aconseguir que el deute extern del país, de 3.5 milions de dòlars, sigui cancel·lat, i inverteix també al país i participa en els esforços de reconstrucció.
A més de centrar els primers esforços a restaurar els serveis bàsics, com el proveïment d'aigua i electricitat a la capital, Monròvia, Johnson-Sirleaf ha disposat una Comissió per la Veritat i la Reconciliació per investigar els crims ocorreguts en les últimes etapes de la Segona Guerra Civil Liberiana. També està treballant per restablir la independència alimentària de Libèria. Johnson-Sirleaf també va demanar que Nigèria extradís al criminal de guerra Charles Taylor.
Johnson-Sirleaf va viure gran part de la seva vida als Estats Units, per la qual cosa se l'acusa de desconèixer la realitat liberiana des de dins, i d'haver guanyat les eleccions en forma fraudulenta amb el suport manifest dels Estats Units.

### Extradició i judici de Charles Taylor
El març de 2006 la presidenta Ellen Johnson-Sirleaf va enviar una carta en la qual demanava formalment l'extradició de Charles Taylor per sotmetre'l a la justícia. Encara que el president nigerià, Olusegun Obasanjo, va confirmar que havia rebut aquesta petició i notificat al president de la Unió Africana, Denis Sassou-Nguesso, i al de l'ECOWAS, Mamadou Tandja el 17 de març de 2006, els plans de Nigèria no van quedar del tot clars. Després de reunions entre representants de Nigèria i Libèria per tractar la qüestió, Nigèria va anunciar el 25 de març que permetria a les autoritats liberianes que arrestessin Taylor. Es temia que Taylor, multimilionari, pogués escapar-se fàcilment abans que comparegués davant el Tribunal Internacional de Crims a Sierra Leone. El 28 de març Taylor havia desaparegut del recinte nigerià en el qual es trobava. El 29 de març va ser tornat a capturar per la guàrdia fronterera quan tractava de viatjar al Camerun. Taylor va ser portat ràpidament a Libèria, des d'on se'l va transportar en un helicòpter fins a Sierra Leone, on es va enfrontar a acusacions de crims contra la humanitat. Segons la web Trial Watch, el 4 de juny de 2007 va ser la data provisional disposada per al judici. Encara que finalment començaria el gener de 2008, encara segueix obert (agost de 2010). Se l'acusa d'haver dirigit, format i armat els rebels del Front Revolucionari Unit (RUF) de Sierra Leone a canvi de diamants en brut, començant una guerra que va deixar 120.000 morts. A més és jutjat per morts, violacions i per haver usat nens soldats. Durant el judici, l'ex president liberià ha declarat que ell mai va posseir diamants en brut, declaració controvertida, ja que la model Naomi Campbell va assegurar haver rebut per part de dos homes no identificats tres diamants en brut durant un sopar en què va estar Charles Taylor.

## Govern i política

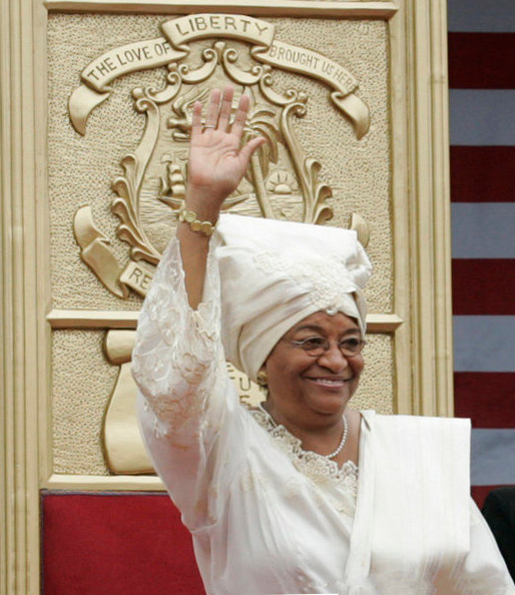
Ellen Johnson-Sirleaf, presidenta de Libèria.

Libèria és una república amb règim presidencial. El país viu actualment una fase de transició de la guerra civil cap a la democràcia. El govern es basa en el model dels Estats Units amb tres branques equilibrades, encara que el president ocupa en realitat un lloc preponderant dins del marc polític. Després de la dissolució del Partit Republicà el 1876, el partit True Whig Party exercí el poder en exclusiva fins al cop d'Estat de 1980. Actualment, cap partit posseeix la majoria al parlament.
Després de l'últim cop d'Estat, el del 2003, un govern provisional ha exercit el poder executiu del país fins que en les eleccions del 8 de novembre de 2005, Ellen Johnson-Sirleaf, Premi Nobel de la Pau 2011, es va convertir en la presidenta electa del país; la primera dona que dirigeix un país africà.

### Drets humans
El 7 d'octubre de 2011 la presidenta Ellen Johnson-Sirleaf és guardonada amb el Premi Nobel de la Pau per la seva contribució en la fi del conflicte armat a Libèria i la caiguda de l'anterior president Charles Taylor, al que un tribunal internacional jutja per crims contra la humanitat. La mandatària Johnson-Sirleaf va reaccionar després de l'anunci assenyalant que el Premi és el "reconeixement de molts anys de lluita per la justícia i la pau".

### Forces armades
Les Forces Armades de Libèria (AFL) són les forces armades de la República de Libèria. Fundada com la Força de la frontera de Libèria el 1908, l'exèrcit va ser retitulat el 1956. Pràcticament la totalitat de la seva història, l'AFL ha rebut material considerable i ajuda a la formació dels Estats Units. Per a la majoria del període 1941-1989, es va impartir formació en gran manera pels assessors dels Estats Units, encara que aquesta ajuda no ha impedit als mateixos nivells generalment baixos d'efectivitat comuns a la majoria de les forces armades del món en desenvolupament.
Per a la majoria de la Guerra Freda, l'AFL va veure poca acció, a més d'un grup armat que l'empresa va ser enviat a l'ONUC a la República Democràtica del Congo en la dècada de 1960. Això va canviar amb l'arribada de la primera guerra civil de Libèria el 1989. L'AFL es va embullar en el conflicte, que va durar de 1989 a 1996-97, i després la segona guerra civil de Libèria, que va durar des de 1999 a 2003.
L'AFL està en el procés de reforma i readaptació després d'haver estat completament desmobilitzats després de la segona guerra civil. L'AFL es compon de dos batallons d'infanteria, i un petit Nacional de Libèria de la Guàrdia Costanera, que està reformat. El Govern de Libèria ha sol·licitat que un oficial de l'Exèrcit nigerià serveixi com a cap de les forces armades durant el període transitori.

## Organització territorial

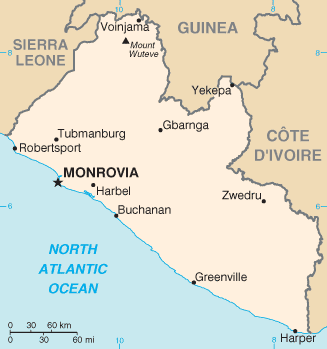
Mapa de Libèria

Territorialment, Libèria s'organitza en comtats. En total, n'hi ha 15:
- Bomi
- Bong
- Gbarpolu
- Grand Bassa
- Grand Cape Mount
- Grand Gedeh
- Grand Kru
- Lofa
- Margibi
- Maryland
- Montserrado
- Nimba
- River Cess
- River Gee
- Sinoe

## Geografia

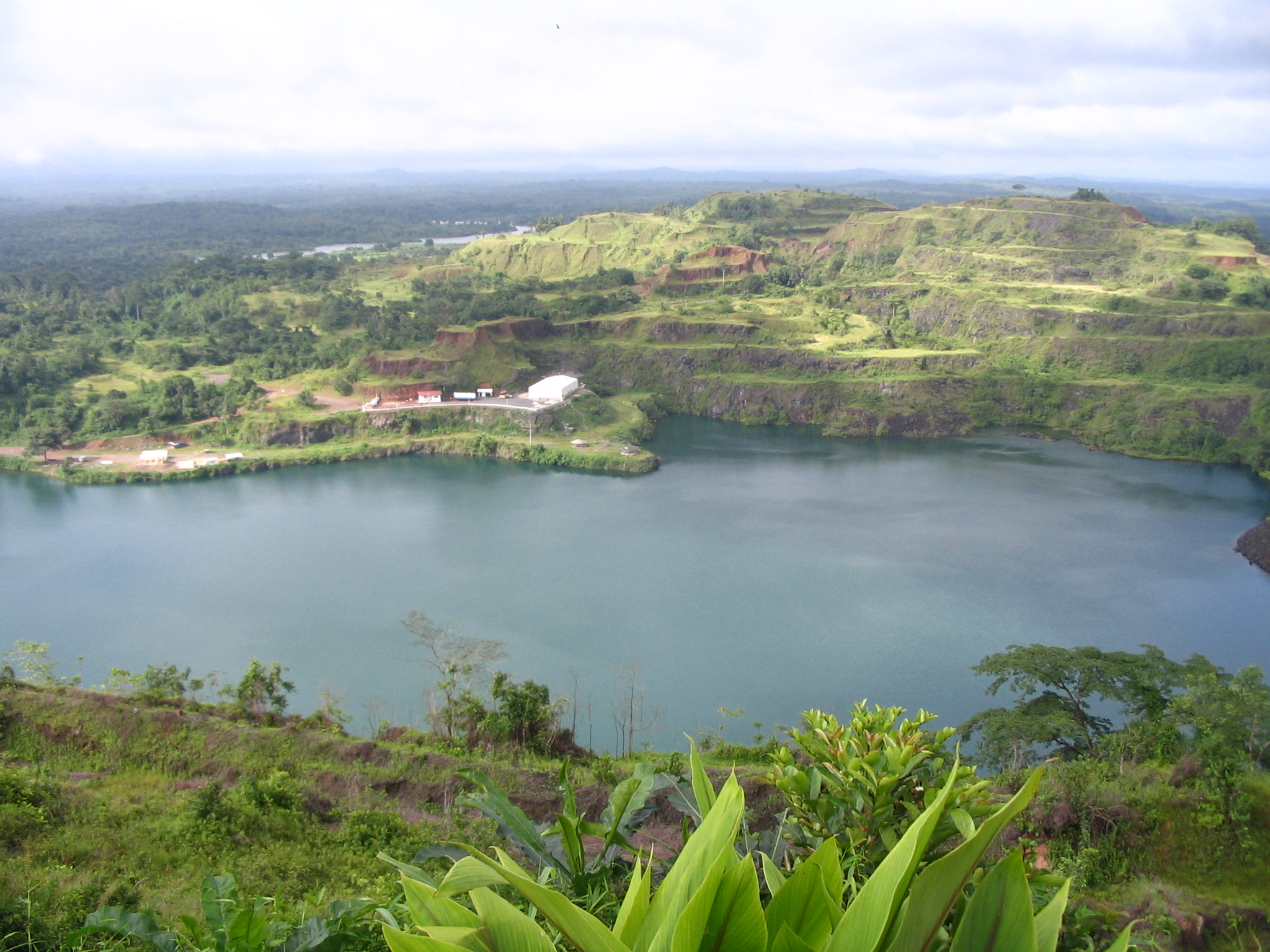
Llac del comtat de Bomi.

Libèria es troba a l'Àfrica Occidental, a la costa de l'oceà Atlàntic. El paisatge liberià es caracteritza per les seves planes costaneres, que s'eleven en un altiplà i elevacions de poca altura al nord-est del país. El clima és tropical: càlid i humit. Els estius són secs, amb dies calorosos que es refresquen a la nit. Els hiverns són humits i ennuvolats, amb freqüents pluges intenses i vents forts.

## Economia

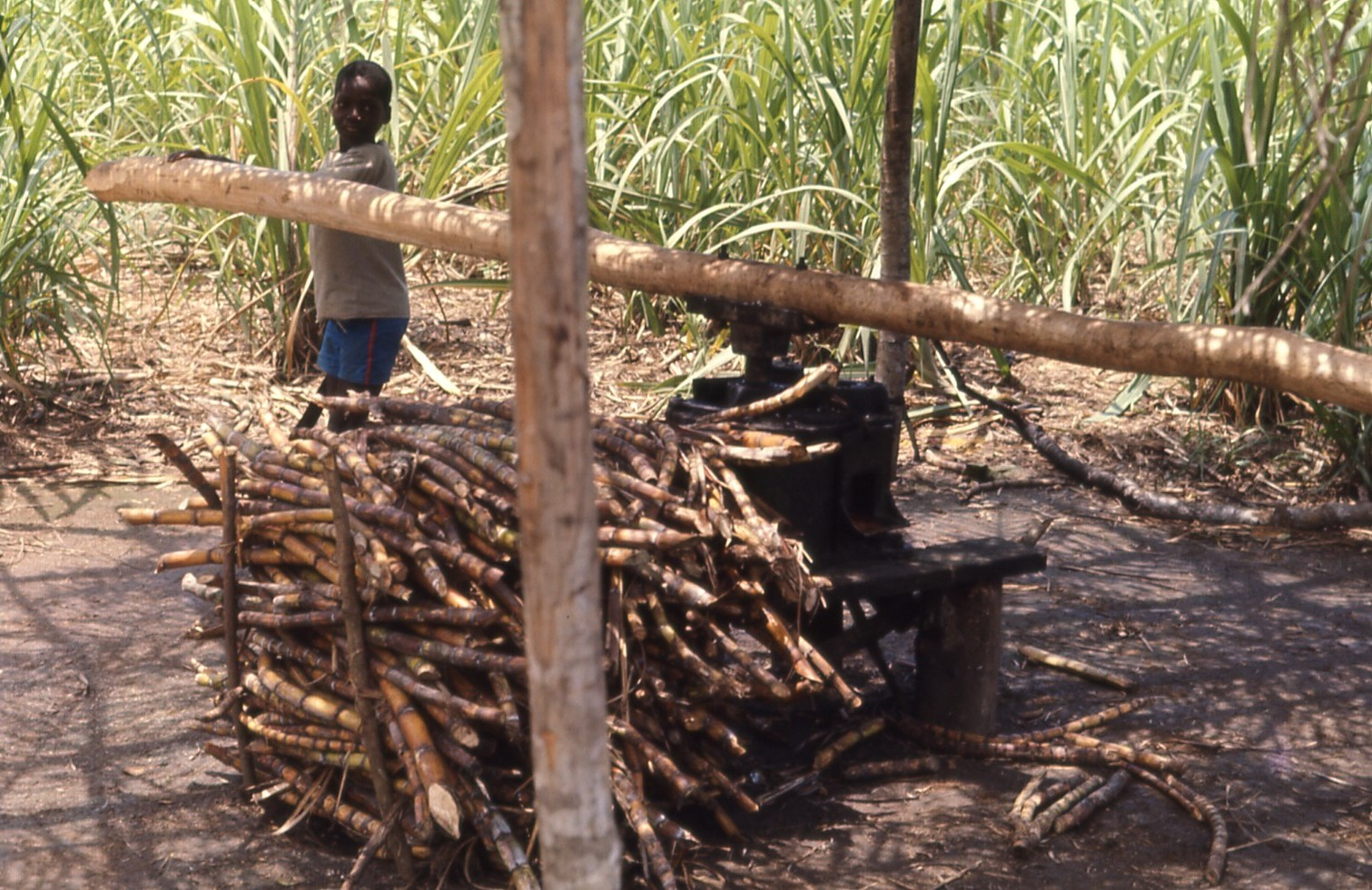
Jove tallant canya de sucre.

L'economia liberiana estava en gran part recolzada en l'exportació de ferro mineral. Fins abans de 1990, Libèria també era exportador de cautxú. La llarga guerra civil ha destruït molta de la infraestructura econòmica del país, conduint a Libèria a una dependència d'ajuda estrangera. Per a juliol de 2009, segons la base de dades del Banc Mundial, la taxa de desocupació a Libèria correspon al 88%, la segona taxa de desocupació més alta del món, darrere de Zimbàbue. També es van reprendre les exportacions de ferro i cautxú, encara que en un volum inferior al de la dècada de 1980. Aquests sectors proveeixen gran part del treball legal (o il·legal) del país, encara que en repetits casos els treballadors es veuen sotmesos a condicions de treball insegures o nocives per la salut. Libèria és un dels llocs del món pels quals circulen major quantitat de diamants en forma il·legal, ingressats des de Sierra Leone. També se la coneix per ser un intermediari en el tràfic de cocaïna, entre els països productors africans, Europa i els Estats Units.

## Demografia
La població de Libèria és de 3.482.000 habitants, comprèn setze grups ètnics nadius i diverses minories estrangeres. Els kpelle al centre i oest de Libèria són el grup ètnic més nombrós. Els americoliberians, descendents d'esclaus alliberats que van arribar a Libèria el 1821 representen aproximadament el 5% de la població, però malgrat aquest escàs percentatge són els qui dominen la vida política del país. També hi ha un nombre important de libanesos, indis i immigrants d'altres països de l'Àfrica Occidental que contribueixen en gran manera al comerç de Libèria. Una minoria de raça blanca (estimada en 18.000 habitants el 1999; probablement ara siguin menys) resideix al país. L'idioma oficial de Libèria és l'anglès, que només l'usen de manera habitual els americoliberians i un petit grup de la població nativa.

### Evolució demogràfica
| 1880        | 1890        | 1900        | 1910        | 1945        | 1955        | 1965        | 1975        | 1985        | 1995        | 2005        |
| ----------- | ----------- | ----------- | ----------- | ----------- | ----------- | ----------- | ----------- | ----------- | ----------- | ----------- |
| 1.1 milions | 2.1 milions | 0.6 milions | 0.7 milions | 0.8 milions | 0.9 milions | 1.2 milions | 1.6 milions | 2.2 milions | 2.7 milions | 3.1 milions |

## Cultura

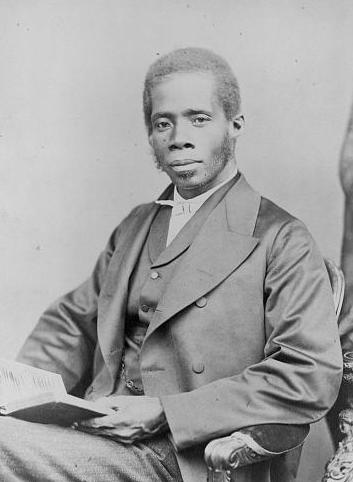
Edward Wilmot Blyden, professor i estadista, considerat el principal precursor del panafricanisme.

Libèria va ser tradicionalment cèlebre per la seva hospitalitat, institucions acadèmiques, activitats culturals i treballs d'art i oficis. Al nord-oest del país se continuen usant, de forma menor, dues escriptures autòctones desenvolupades al segle xix a fi de protegir les cultures i llengües locals: el sil·labari Vai i l'escriptura Vah.
Libèria té una llarga i rica història en les arts tèxtils i guata. Els lliures i antics esclaus dels Estats Units que van emigrar van portar a Libèria les seves habilitats de costura i guata. El cens de Libèria de 1843 Arxivat 2008-06-30 a Wayback Machine. va indicar una varietat d'ocupacions, incloent barreters, modistes, costurers i sastres. Libèria va celebrar fires nacionals el 1857 i el 1858 on es van atorgar premis per a diverses arts d'agulla. Una de les més conegudes cosidores liberianes va ser Martha Ann Ricks Arxivat 2008-05-24 a Wayback Machine., que va presentar un cobertor que representava el famós arbre del cafè liberià a la Reina Victòria el 1892.
En temps moderns, els presidents liberians presentarien els cobertors com a regals oficials als governs. La col·lecció del John F. Kennedy Library and Museum inclou un cobertor de cotó per Mrs. Jemima Parker que té retrats de tant el president liberià William Tubman i JFK. Zariah Wright-Titus va fundar el Arthington (Libèria) Women's Self-Help Quilting Club (1987). A principis de 1990s, el bisbe Kathleen va documentar exemples de cobertors liberianas aplicades Arxivat 2007-07-12 a Wayback Machine. Quan l'actual president liberiana Ellen Johnson-Sirleaf es va traslladar a la Mansió Executiva, va tenir un cobertor fet a Libèria en l'oficina presidencial. Libèria és un dels pocs països (al costat dels Estats Units i Birmània) que no accepten el sistema mètric. La religió principal és el cristianisme.

### Llengües
La llengua oficial o nacional de Libèria és l'anglès. El SIL Internacional ha llistat un total de 30 llengües a Libèria:
- Anglès: 69.000 parlants a Libèria. Però aquesta llengua, que és l'única oficial, funciona com a llengua franca a tot el país.
- Anglès liberià és la denominació de diversos criolls anglesos que els seus parlants anomenen simplement "anglès".
- Bandi: 100.000 parlants al comtat de Lofa, al nord-oest de Libèria. També es parla a Guinea.
- Bassa: 347.600 parlants als comtats de Grand Bassa, Rivercess i Montserrado, al centre de Libèria. També es parla a Sierra Leone.
- Dan: Entre 150.000 i 200.000 parlants al comtat de Nimba, al centre nord de Libèria.
- Dewoin: 8.100 parlants al comtat de montserrado, a prop de la costa, a la zona de Monròvia, sobretot entre els rius Lofa i St. Paul.
- Gbii: 5.600 parlants al comtat de Nimba, al centre de Libèria, a l'oest del riu Cestos.
- Glaro-twabo: 4.273 parlants al comtat de Grand Gedeh, al nord-est de Libèria. També la parlen refugiats que viuen a Costa d'Ivori.
- Glio-oubi: 3.500 parlants al nord-est de Libèria. També es parla a Costa d'Ivori.
- Gola: 99.300 parlants a l'occident de Libèria, entre els rius Mano i St. Paul. També es parla a Sierra Leone.
- Grebo, barclayville: 23.700 parlants al comtat de Grand Gedeh, a la costa del sud-est, entre Klao i Jabo.
- Grebo central: 29.131 parlants a la frontera est.
- Grebo gboloo: 56.300 parlants a la província de l'Est, al comtat de Maryland.
- Grebo septentrional: 84.500 parlants al sud-est, als comtats de Grand Gedeh, Maryland i Kru Coast.
- Grebo meridional: 28.700 parlants a la província Oriental, als comtats de Grand Gedeh i Maryland. També es parla a Costa d'Ivori.
- Kisi meridional: 115.000 parlants al comtat de Lofa, a l'extrem nord-oest de Libèria. També es parla a Sierra Leone.
- Klao: 184.000 parlants a la costa i a l'interior, a la província Oriental. També es parla a Ghana, Nigèria, Sierra Leone i els Estats Units.
- Kpelle: 487.400 parlants al centre de Libèria.
- Krahn oriental: 47.000 parlants al nord-est, a prop de la frontera amb Costa d'Ivori.
- Krahn occidental: 47.800 parlants al comtat de Grand Gedeh, a prop de la frontera amb Costa d'Ivori, a on també es parla.
- Krumen, tepo: 2.913 parlants al sud-est de Libèria. També es parla a Costa d'Ivori.
- Kuwaa: 12.800 parlants al comtat de Lofa, al nord de Kpelle.
- Loma: 141.800 parlants al nord-oest de Libèria, al comtat de Loffa.
- Maninka, konyanka: es parla al nord, a la frontera amb Guinea.
- Mann: 185.000 parlants al comtat de Nimba, al centre-nord de Libèria. També es parla a Guinea.
- Manya: 45.400 parlants a Libèria. també es parla a Guinea.
- Mende: 19.700 parlants a Libèria.
- Sapo: 31.600 parlants als comtats de Sinoe i Grand-Gedeh, a l'est del país.
- Tajuasohn: 9.600 parlants al comtat de Sino, al nord de Greenville.
- Vai: 89.500 parlants a l'Oest de Libèria. També es parla a Sierra Leone.

A més a més, també es parla maninkakan oriental (33.800) i altres idiomes del Líban i d'Àfrica Occidental.

## Esports
El futbol és l'esport nacional del país, gràcies sobretot a la figura de George Weah, considerat com un dels millors futbolistes africans de la història, i qui ha invertit bona part dels diners que ha guanyat al llarg de la seva carrera a finançar les despeses de l'equip nacional i a crear infraestructures que permetin fer créixer el nivell dels jugadors locals.
A part del futbol és molt popular al país el futbol americà a causa de la influència del mandat nord-americà i a la presència de diversos jugadors d'origen liberià, encara que la majoria ja nascuts als Estats Units, a la NFL.